# 加拉哈德
加拉哈是亚瑟王传说中的一名騎士，他在亚瑟王朝中的地位是独一无二的，因为只有他才能最终寻得圣杯的下落。
传说，他捧着圣杯“双手间犹如捧着耶穌的圣体”，然后随即死去。寻找圣杯则是所有圆桌骑士最大的心願，在圆桌骑士中有一个专门为寻得圣杯的骑士而留的王位，在加拉哈德出现之前，这个位置一直是空着的。

## 备注

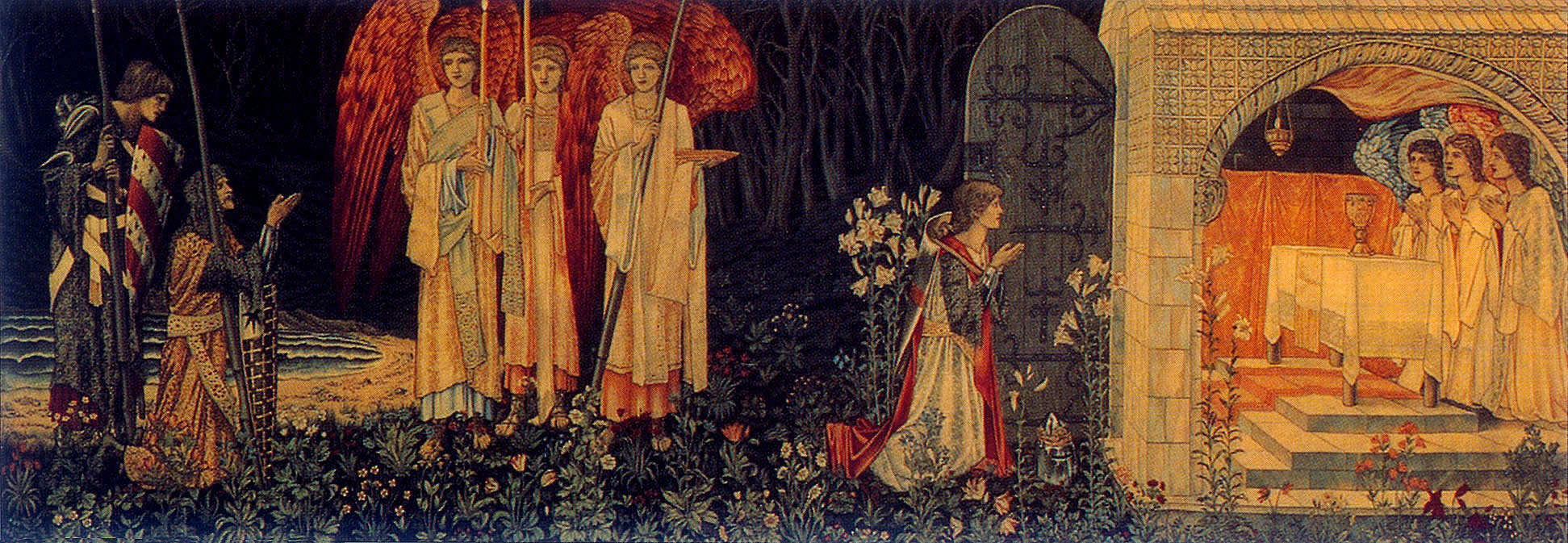
《圣杯骑士》1870年由威廉·莫里斯绘制的挂毯。图中描述三位性格迥异的骑士最后都得到了圣杯的真谛：最纯洁的加拉哈德，捧得了圣杯；最世故的鲍斯，回去将这个传说四处传唱；最单纯的珀西瓦里成为了圣杯的卫士。

1. ↑  根据《世界人名翻译大辞典》译名。

## 人物来历
传说加拉哈德是亚瑟王的首席騎士—兰斯洛特爵士與圣杯少女—伊萊恩（Elaine of Corbenic）所生下的私生子。伊萊恩是漁人王佩萊斯（Pelles）之女，其父曾以魔法预知她將為兰斯洛特孕育世上最純潔高尚的騎士。然而，他亦知道兰斯洛特除了摰愛—亞瑟王的王后桂妮薇儿外，不會接受其他的女性。所以，漁人王利用魔法幫助女兒欺騙蘭斯洛特：伊萊恩偽裝成桂妮薇兒的模樣，成功與她深愛的騎士同床共寢。當蘭斯洛特發現真相时，曾怒極想要殺死伊萊恩，但得悉她已怀有身孕後，便立刻原諒了她。然而蘭斯洛特不願與她結婚，更遑論一起生活，便立刻啟程返回卡美洛。伊萊恩誕下加拉哈德後，把他交托給一位女修道院院長撫養，直到加拉哈德在修道院中長大成人。後來，加拉哈德與父亲兰斯洛特爵士相認，被培养成为一名优秀的骑士。

## 寻找圣杯的开始
加拉哈德在圆桌骑士中占有一席之地时，适值卡美洛王朝一位神秘女子现身说明了圣杯的来历，而且圣杯还能为众骑士带来丰盛的佳肴。尽管宴席中没有任何一人能看见或触摸到这圣杯，但这一切都是如此的神奇。当即就有骑士立誓一定要找到这个圣杯的所在地，并一睹它的真颜。众骑士不顾亚瑟王的劝阻，都纷纷加入了寻找圣杯的行列。他们兵分几路前进，其中加拉哈德、珀西瓦里以及鲍斯组成了圣杯三骑士，一起先去接受了死去已久的亚利马太人约瑟之基督圣礼。约瑟告诉加拉哈德携带一把带血的长矛前往“废王”的城堡，然后用这只长矛上的血涂抹“废王”的躯体与四肢。加拉哈德依言行事，奇异的事情便发生了，“废王”竟然恢复的健康；随后，加拉哈德也如愿的看见了圣杯显圣的一幕。

## 加拉哈德之死
加拉哈德寻得圣杯后，被立为了王，但他却一直醉心于圣杯给他带来的神圣幸福，并不断地祈求上帝能带走他。最后亚利马太人约瑟又回到现世中来了，约瑟允诺让加拉哈德手捧圣杯片刻；当加拉哈德跪下双手接过圣杯的时候，他仿佛看到了闪耀着光辉的天使们降临，随即他的灵魂得到救赎而离开了他的肉体，升入了天堂。加拉哈德死后，圣杯之王的位置则留给了珀西瓦里。

## 流行文化
- 小說 在《fate》系列特典小說《Garden of Avalon》中登場。
- 動畫 《Fate/Grand Order -MOONLIGHT/LOSTROOM-》中登場。
- 遊戲 《Fate/Grand Order》中登場。配音堀江瞬。
- 遊戲 《擴散性百萬亞瑟王》中作為「魔法之派」的主要騎士在主線登場。
- 電影《金牌特務》(Kingsman: The Secret Service,2014)，馬修·范恩執導的電影，為特務的代號之一，由柯林·佛斯飾演。